# Wladyslaw Holopjorow

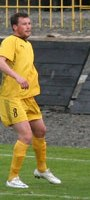
Wladyslaw Holopjorow

Wladyslaw Jurijowytsch Holopjorow (ukrainisch Владислав Юрійович Голопьоров; * 10. Oktober 1983 in Nowoluhanske, Oblast Donezk, Ukrainische SSR) ist ein ukrainischer Fußballspieler.
Der Stürmer begann seine Karriere bei Schachtjor Donezk, wo er zuerst in der dritten und zweiten Mannschaft eingesetzt wurde. 2006 gab er sein Debüt in der ersten Mannschaft. 2007 wurde er an den Ligakonkurrenten Sorja Luhansk ausgeliehen. Dort wurde er 2008 bei einer Dopingkontrolle positiv getestet und für zwei Monate gesperrt. 2009 wechselte er zum Zweitligisten Sirka Kirowohrad und 2010 ging er zum Krymteplyzja Futbolnyj Klub.